# 戴维·奥特利
戴维·奥特利（英語：David Ottley，1955年8月5日—），英国男子田径运动员。他曾代表英国参加1980年、1984年和1988年夏季奥林匹克运动会田径比赛，其中1984年奥运会获得一枚银牌。